# ラパキスタット
ラパキスタット（Lapaquistat）はコレステロール低下作用を期待してかつて開発されていた化合物である。HMG-CoAレダクターゼを阻害するスタチンと異なり、ラパキスタットは下流のスクアレン合成酵素を阻害するのでメバロン酸経路を乱さないことから、副作用が低減することを見込まれていた。しかし、スタチン（メバロン酸経路を阻害する）が他の関連分子にも影響（蛋白質のプレニル化過程を含む）を与える事が臨床的に有用であることが明らかとなって来た。
2008年3月、安全性・有効性の両面から既存の医薬品に勝る点がないとしてラパキスタットの開発は中止された。開発コードTAK-475。